# باتريك سابو
باتريك سابو هو لاعب كرة قدم سلوفاكي في مركز الوسط، ولد في 9 مارس 1993 في براتيسلافا في سلوفاكيا. لعب مع نادي سلوفان براتيسلافا.

## وصلات خارجية
- باتريك سابو على موقع الاتحاد الأوربي (الإنجليزية)
- باتريك سابو على موقع قاعدة بيانات كرة القدم.إي يو (الإنجليزية)
- باتريك سابو على موقع Soccerway.com (الإنجليزية)